# 略奪者たち
『略奪者たち』（りゃくだつしゃたち、I predatori）は2020年のイタリアのコメディドラマ映画。
俳優ピエトロ・カステリットの監督第1作で、出演はマッシモ・ポポリツィオとジョルジョ・モンタニーニなど。
相反する社会的背景を持つローマの2つの家族の出会いと衝突をブラックな笑いで描いている。
第77回ヴェネツィア国際映画祭オリゾンティ部門脚本賞を受賞している。
日本では2021年5月から6月まで開催された「イタリア映画祭2021」で劇場公開された他、オンライン配信された。

## ストーリー
ブルジョアでインテリ層のパヴォーネ家とプロレタリアートでファシストのヴィズマーラ家という別々の世界を生きてきた2つの家族が、ある交通事故によって交わったことで不穏な出来事が連鎖していくさまを描いている。
オスティアに住む老女イネス・ヴィズマーラは息子の友人ダニエレを名乗る男に騙されて、安物の時計を1,000ユーロで買わされる。これに激怒した息子クラウディオにきつく責められ、深く傷ついたイネスは道路を横断中に車にはねられてしまう。
イネスはたまたま現場に居合わせた医師のピエルパオロ・パヴォーネに助けられて入院する。ピエルパオロは同僚医師で友人であるブルーノの恋人ガイアと不倫中だが、それを知らないブルーノはピエルパオロにいたずらをしかけるのが好きで、そのいたずらの度が過ぎることもある。一方、ピエルパオロの妻ルドヴィカは妥協を許さない映画監督で、息子フェデリコはニーチェに情熱を傾ける25歳の研究者である。
ある日、フェデリコは指導教授のフィオリーロからニーチェの遺体発掘グループから外されたことを知らされて激怒する。そして、母親を救ってくれたピエルパオロに感謝の気持ちを伝えに来たクラウディオが銃器店で働いていることを知ると、クラウディオから爆弾を高額で購入してニーチェの墓を破壊する。クラウディオの叔父で犯罪組織のボスであるフラヴィオは、爆弾の購入元を隠すため、クラウディオにフェデリコを殺すように命令する。脅迫はしても殺しはしないというクラウディオだったが、叔父フラヴィオのおかげで生活ができていることから、結局は命令に従うことにする。
ところが、フェデリコを射殺しようとしたその瞬間、フェデリコの父親が母イネスの命の恩人であるピエルパオロであることを知ったクラウディオは何もせずにその場を後にする。この事態に、フラヴィオに問い詰められたクラウディオは、普段から銃の訓練をさせている12歳の息子チェザーレにフラヴィオを射殺させ、「父親が殺されそうになったので撃った」ことにする。こうしてクラウディオは逮捕・収監されるが、自分を奴隷のように扱っていた叔父フラヴィオから解放され、また妻テレーザのおかげで息子の親権を失わずに済む。
それからしばらくして、ルドヴィカの映画は完成し、その披露パーティが開かれる。ピエルパオロの診断通りにブルーノは脳腫瘍で亡くなっており、ガイアは新しい恋人グリエルモをピエルパオロとルドヴィカに紹介する。そのグリエルモはイネスに時計を売りつけた詐欺師だった。

## キャスト
- ピエルパオロ・パヴォーネ: マッシモ・ポポリツィオ - 勤務医。
- クラウディオ・ヴィズマーラ: ジョルジョ・モンタニーニ（イタリア語版） - 銃器店勤務。ファシスト。
- フェデリコ・パヴォーネ: ピエトロ・カステリット（イタリア語版） - ピエルパオロの息子。ニーチェの研究者。
- ルドヴィカ・ペンサ: マヌエーラ・マンドラッキア（イタリア語版） - ピエルパオロの妻でフェデリコの母。映画監督。
- ブルーノ・パリーゼ: ダリオ・カッシーニ（イタリア語版） - ピエルパオロの同僚医師で親友。
- ガイア: アニタ・カプリオーリ（イタリア語版） - ブルーノの恋人。ピエルパオロと不倫中。
- イネス・ヴィズマーラ: マルツィア・ウバルディ（イタリア語版） - クラウディオの母。
- ニコラ・フィオリーロ: ナンド・パオーネ（イタリア語版） - フェデリコの指導教授。
- フラヴィオ・ヴィズマーラ: アントニオ・ジェラルディ（イタリア語版） - クラウディオの叔父。犯罪組織のボス。
- ダニエレ/グリエルモ: ヴィニーチョ・マルキオーニ - イネスに時計を売りつけた詐欺師。

## 受賞歴
| 賞                                   | 部門                           | 対象                                                                   | 結果       |
| ------------------------------------ | ------------------------------ | ---------------------------------------------------------------------- | ---------- |
| 第77回ヴェネツィア国際映画祭         | オリゾンティ部門脚本賞         | ピエトロ・カステリット                                                 | 受賞       |
| 第66回ダヴィッド・ディ・ドナテッロ賞 | 新人監督賞                     | ピエトロ・カステリット                                                 | 受賞       |
| 第66回ダヴィッド・ディ・ドナテッロ賞 | オリジナル脚本賞               | ピエトロ・カステリット                                                 | ノミネート |
| 第66回ダヴィッド・ディ・ドナテッロ賞 | プロデューサー賞               | ドメニコ・プロカッチ、ラウラ・パオルッチ（ファンダンゴ、ライ・チネマ） | ノミネート |
| 第66回ダヴィッド・ディ・ドナテッロ賞 | 作曲賞                         | ニッコロ・コンテッサ                                                   | ノミネート |
| 第76回ナストロ・ダルジェント賞       | 新人監督賞                     | ピエトロ・カステリット                                                 | 受賞       |
| 第76回ナストロ・ダルジェント賞       | 脚本賞                         | ピエトロ・カステリット                                                 | ノミネート |
| 第76回ナストロ・ダルジェント賞       | 助演男優賞                     | マッシモ・ポポリツィオ                                                 | 受賞       |
| 第76回ナストロ・ダルジェント賞       | 音響賞                         | アレッサンドロ・パルメリーニ、アレッサンドロ・ザノン                   | ノミネート |
| 第76回ナストロ・ダルジェント賞       | キャスティング・ディレクター賞 | フランチェスコ・ヴェドヴァティ                                         | ノミネート |